# Grube Britannia
Die Grube Britannia ist eine ehemalige Eisenerz-Grube des Bensberger Erzreviers in Bergisch Gladbach. Das Gelände gehört zum Stadtteil Sand. Der Hauptbetriebspunkt lag etwa 100 Meter südlich von der Ansiedlung Knoppenbissen in der Hardt.

## Geschichte
Die Berechtsamsakte der Grube Britannia  bei der Bezirksregierung Arnsberg, Abteilung Bergbau und Energie (ehemals Landesoberbergamt Dortmund) beginnt mit dem Band 2 und ist wenig aussagekräftig, weil lediglich die Eigentümer seit 1892 behandelt werden. Zu dieser Zeit waren die Bergbautätigkeiten bereits abgeschlossen. Aus den Akten zum Berggrundbuch beim Amtsgericht Bergisch  Gladbach ergibt sich die Verleihung des Grubenfeldes Britannia erstmals unter dem 12. April 1849 ohne nähere Angaben über den Adressaten und den Gegenstand der Verleihung. Am 11. Oktober 1865 stellte die Gewerkschaft Britannia einen Erweiterungsantrag, bei dem es wahrscheinlich um die Erweiterung des Grubenfeldes ging. Dem Antrag wurde mit Verleihungsurkunde vom 19. Oktober 1868 zur Gewinnung der vorkommenden Eisenerze entsprochen. Aufgrund Ersuchens des Oberbergamtes Bonn vom 12. Juli 1967 wurde das Grundbuch am 28. August 1967 geschlossen.

## Betrieb und Anlagen
Über den Betrieb und die Anlagen der Grube, die immerhin an fünfter Stelle der relativ ertragsreichen Eisengruben in der Paffrather Kalkmulde rangierte, gibt es keine Informationen. 